# Biro Jade
Nilson Machado dos Santos, meglio noto con lo pseudonimo Biro Jade (24 gennaio 1973), è un allenatore di calcio a 5 ed ex giocatore di calcio a 5 brasiliano naturalizzato azero.

## Carriera
Dopo una lunga carriera trascorsa in diverse squadre brasiliane, nel 2004 venne ingaggiato dallo Spartak Mosca. Nel campionato russo resta per un paio di stagioni e mezzo per poi trasferirsi in Kazakistan al Tulpar. Dopo appena sette mesi, Biro Jade fece ritorno Russia, accordandosi con il MFK Spartak Shelkovo.
Nel 2008 si trasferì in Azerbaigian nell'Araz Naxçıvan. Poco dopo, il brasiliano ricevette la cittadinanza azera e cominciò a giocare per la selezione caucasica. Insieme ad altri calcettisti naturalizzati, Biro Jade contribuì alla qualificazione al Campionato europeo 2010 del quale, insieme ad altri tre giocatori, è stato il miglior marcatore. Nell'estate del 2010 lasciò l'Araz per trasferirsi nel campionato ucraino nelle file dell'Uragan.